# Magazine (canal de televisão)
Magazine é um canal de televisão por assinatura da Argentina. Pertence ao Grupo Clarín e é operado pela subsidiária Artear. Seus estúdios se localizam da capital do país, Buenos Aires e esta foi fundada em 9 de janeiro de 1995.